# Terremoto de Tenshō de 1586
El terremoto de Tenshō (天正地震 Tenshō-jishin?) ocurrió en Japón el 18 de enero de 1586 a las 23:00 hora local. Este terremoto tuvo una magnitud estimada de 7,9 y un epicentro en la región de Chūbu de Honshu. Causó la muerte de unas 8.000 personas y dañó 10.000 casas en las prefecturas de Toyama, Hyōgo, Kioto, Osaka, Nara, Mie, Aichi, Gifu, Fukui, Ishikawa y Shizuoka. La documentación histórica de este terremoto es limitada porque ocurrió durante el período Sengoku.

## Entorno tectónico
La isla de Honshu está situada en una región de convergencia de placas tectónicas compleja entre las placas del Pacífico, Amurian, el mar de Filipinas y Ojotsk. Si bien un gran componente de la convergencia se acomoda por subducción a lo largo de las Fosas de Nankai y Japón, también se produce una deformación intraplaca poco profunda. La línea tectónica mediana de Japón y la línea tectónica Itoigawa-Shizuoka son dos zonas de fallas principales que acomodan esta deformación. Estas fallas están asociadas con fallas de deslizamiento de rumbo y deslizamiento de inmersión.

## Terremoto
El origen del terremoto de Tenshō no se conoce, pero los geólogos han presentado diferentes fallas para ser la posible fuente. Todavía hay debate sobre qué zona de falla causó el terremoto e incluso cómo se desarrolló el terremoto, a través de una ruptura del sistema de falla única o incluso una ruptura del sistema de fallas múltiples, dada la muerte y destrucción masivas en amplias áreas de las regiones de Tōkai, Kinki y Hokuriku. Un análisis del área meizosísmica sugiere que el área fuente fue de aproximadamente 180 km × 60 km y se extendía de norte a noreste a sur y suroeste desde la bahía de Wakasa hasta la bahía de Ise. La misma región también fue el área de origen del terremoto de Mino-Owari de 1891.

### Geología
El sistema de fallas de Atera que atraviesa la región de Chūbu es una falla lateral izquierda de dirección norte-noreste-sur-suroeste con una longitud de 60 a 70 km que se rompió durante el evento. Los datos actuales sugieren que la sismicidad en la falla es baja, con largos intervalos de recurrencia entre grandes terremotos de alrededor de 1.800 años. Los estudios de suelo han encontrado evidencia de que la falla se rompió en 1586. El área boscosa de la región mostró evidencia de fracturas escalonadas. También se cree que un estanque hundido cercano se formó a partir del terremoto que ahora se ha convertido en un campo de arroz. La excavación de zanjas paleosísmicas y la datación por radiocarbono revelaron que el último evento sísmico en la falla ocurrió entre 1400 y 1600. Esta fecha correspondió al terremoto de 1586 ya que no se produjeron otros informes de un terremoto severo en la región en esa época. Estudios posteriores revelaron que otra estructura, la Falla de Miboro, un tramo noroeste de la Falla de Atera, también estuvo involucrada en el terremoto, lo que elevó la longitud estimada de ruptura a 85 km. El epicentro sugerido se encuentra cerca de la parte noroeste de la prefectura de Gifu, según el análisis de la distribución de daños.
Inspecciones y perforaciones adicionales encontraron que la zona de falla de Yōrō-Kuwana-Yokkaichi al oeste de la llanura de Nōbi también pudieron haberse roto y corresponde a informes de daños severos en los alrededores. También hay evidencia de que el último terremoto en esa zona de falla pudo haber ocurrido entre los siglos XIII y XVI, y por lo tanto corresponde al momento del terremoto. La zona de falla de Yōrō-Kuwana-Yokkaichi es un grupo de tres fallas inversas debajo de la llanura de Nōbi con una longitud total de 55 km. La evidencia de fallas fue respaldada además por la presencia de desplazamientos verticales reflejados en las capas sedimentarias de la llanura. La zona de falla también fue responsable de un terremoto en el año 745 d. C. y diez eventos adicionales en los últimos 6000 años. La falla ciega de Yōrō ubicada a lo largo de la base oriental de las montañas Yōrō también fue identificada como una fuente del terremoto. Se descubrió que las escarpas plegables de hasta 2 metros de altura formadas durante el evento se extendieron 60 km de longitud.
La desaparición de las islas en la desembocadura del río Kiso en la bahía de Ise se atribuyó a la licuefacción y al tsunami, causados por el deslizamiento de las fallas de la bahía de Ise y la desembocadura de la bahía de Ise, ubicadas bajo el mar.

### Terremotos y réplicas
Se produjo un terremoto el 27 de noviembre de 1585 y se cree que desencadenó el terremoto principal dos meses después. El terremoto tuvo una magnitud estimada de 6,6. El terremoto provocó réplicas que se sintieron en Kioto todos los días durante dos meses. Dos fuertes terremotos sacudieron la región en 1589 y 1596, pero fueron menos destructivos. Este último evento tuvo una magnitud de 7,5 y resultó en al menos 1.200 muertes en Kioto y Sakai.

## Tsunami
Se informó de un tsunami en el lago Biwa, la bahía de Wakasa y la bahía de Ise, sin embargo, estos pudieron haber sido seiches ya que la ruptura no se extendió mar adentro. Se registró una altura de avance de 3 metros en la bahía de Ise, mientras que en la bahía de Wakasa, se estimó que el tsunami fue de 4 a 5 metros.
Se informó de una ola a lo largo de la costa del lago Biwa, que se estrelló contra las casas y se llevó a muchos residentes de Nagahama. La ola destruyó gran parte de la ciudad e inundó el castillo de Nagahama. Hubo más de 8.000 muertes en la bahía de Ise debido al tsunami. Se registraron múltiples muertes en la bahía de Toyama y a lo largo del río Shō. El análisis de las capas sedimentarias en el lago Suigetsu no encontró evidencia de que el agua de mar ingresara al lago. Un estudio de 2015 encontró depósitos de tsunami en un campo de arroz en el distrito de Ōi, prefectura de Fukui que datan de entre los siglos XIV y XVI, lo que corresponde al evento.
Los registros del tsunami son escasos y se atribuyó erróneamente a una ola destructiva a lo largo de la costa de Sanriku en un catálogo de tsunamis en 1586. El tsunami de Sanriku de 1586 se considera un evento falso ya que no hay documentación histórica de tal evento en 1586. El tsunami también se atribuyó erróneamente a un terremoto peruano el mismo año. Los registros históricos respaldan la ocurrencia de un tsunami a lo largo de la costa de Sanriku en junio de 1585, que se ha atribuido a un gran terremoto en las Islas Aleutianas.

## Daños
El terremoto tuvo una intensidad máxima de la Agencia Meteorológica de Japón de Shindo 6 a 7 que se extendió desde la península de Noto hasta el lago Biwa. Se informaron daños extremos entre Nara, Osaka, Toyama y Shizouka. Como resultado, estallaron grandes conflagraciones. Deslizamientos de tierra a gran escala ocurrieron en la parte norte de la zona dañada que estaba dominada por montañas. Una fortaleza fue arrasada por completo por uno de estos deslizamientos de tierra, mientras que otra se derrumbó durante los temblores. Un deslizamiento de tierra desencadenado en Kaerikumoyama enterró el castillo de Kaerikumo y 300 casas, matando a 500 personas. El castillo de Ōgaki fue destruido por un incendio. La única hija de Yamauchi Kazutoyo fue asesinada en Nagahama.
Hubo informes de que algunas islas pequeñas en el río Kiso desaparecieron como resultado de la licuefacción del suelo y el hundimiento posterior que provocó que el agua sumergiera las islas mientras se generaba un tsunami en la bahía de Ise, ahogando a miles. En la ubicación de la actual Nagoya, tuvo lugar una extensa licuefacción del suelo. Se registraron y descubrieron volcanes de arena y diques en lugares de la llanura. Se informó de una destrucción significativa en Kioto, pero sus templos sufrieron daños menores. El templo Tō-ji en la ciudad sufrió graves daños y más de 600 estatuas de Buda en Sanjūsangen-dō fueron destruidas. Un misionero cristiano en la región informó que 60 casas fueron destruidas en Sakai. El movimiento de fallas y sacudidas deformaron severamente los Tres Ríos Kiso, lo que resultó en un cambio drástico en su curso.